# Gabriel Bernardo Barba
Gabriel Bernardo Barba (* 24. April 1964 in Morón, Provinz Buenos Aires) ist ein argentinischer Geistlicher und römisch-katholischer Bischof von San Luis.

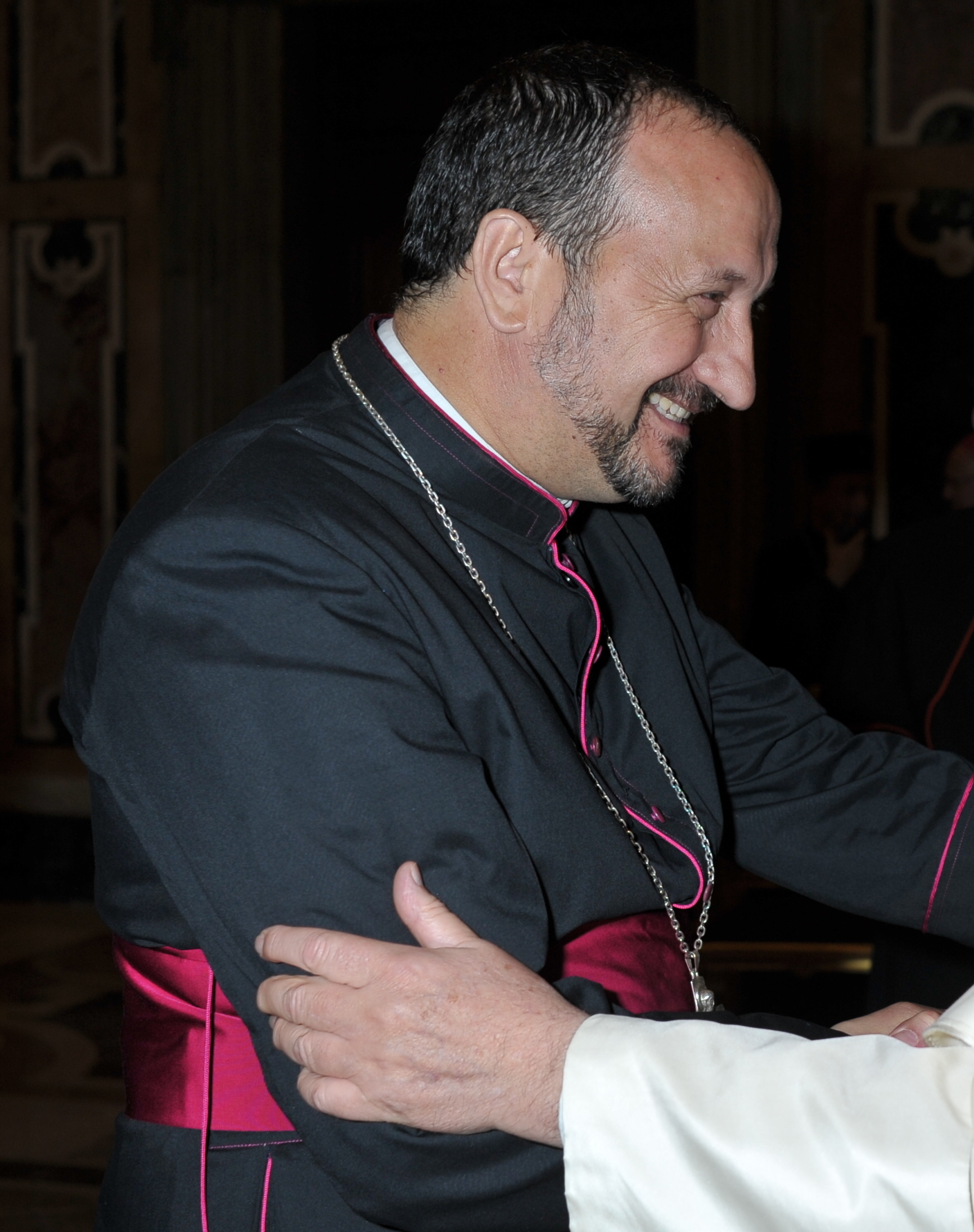
Bischof Gabriel Barba

## Leben
Gabriel Bernardo Barba empfing am 12. August 1989 das Sakrament der Priesterweihe für das Bistum Morón. Hier war er in der Pfarr- und Jugendseelsorge tätig. 1997 wurde er in das neugegründete Bistum Merlo-Moreno inkardiniert. Von 1997 bis 2005 war er Cancellarius curiae und von 2004 bis 2009 Vizepräsident der Diözesancaritas. Im Jahr 2006 wurde er zunächst stellvertretender Generalvikar und ein Jahr später zum Generalvikar ernannt. Ab 2008 leitete er die Ausbildung der Ständigen Diakone.
Nachdem er im Jahr 2000 an der Päpstlichen Katholischen Universität von Argentinien ein Lizenziat erworben hatte, nahm er hier einen Lehrauftrag für Kanonisches Recht wahr.
Papst Franziskus ernannte ihn am 19. Dezember 2013 zum zweiten Bischof von Gregorio de Laferrère. Die Bischofsweihe spendete ihm sein Amtsvorgänger Juan Horacio Suárez am 1. März des folgenden Jahres. Mitkonsekratoren waren der Bischof von La Rioja, Marcelo Daniel Colombo, und der Altbischof von San Isidro, Alcides Jorge Pedro Casaretto.
Papst Franziskus ernannte ihn am 9. Juni 2020 zum Bischof von San Luis. Die Amtseinführung fand am 11. Juli desselben Jahres statt.